# Fritz Gräßler
Fritz Gräßler (* 2. Oktober 1904 in Fürth; † 29. März 1972 ebenda) war ein deutscher Politiker (SPD).

## Leben
Gräßler machte zunächst eine Lehre bei den Marswerken Nürnberg als Metallpolier und war danach zwei Jahre bei den Herkuleswerken in Nürnberg und ab 1927 bei der AEG in Nürnberg tätig. 1918 wurde er Mitglied der Freien Sozialisten-Jugend und bald darauf auch der SPD. Nach 1933 war er illegal für die SPD tätig, er saß 1934 kurzzeitig in Haft. Während des Zweiten Weltkriegs war er Kontrolleur für Schleiferei und Galvanik sowie Prüfer bei AEG. Danach wurde er Betriebsobmann der AEG Nürnberg und beteiligte sich an der Wiederinstandsetzung des Werks. Allerdings wurde er dort beurlaubt, als er Parteisekretär der SPD in Fürth wurde. 1946 wurde er dort Mitglied des Stadtrats. Er war zugleich Vorsitzender der Baugenossenschaft „Eigenes Heim“ in Fürth. Ebenfalls 1946 war er Mitglied der Verfassunggebenden Landesversammlung und danach bis 1970 Abgeordneter des Bayerischen Landtags. Ab 1950 gelang es ihm dabei stets, das Direktmandat im Stimmkreis Fürth-Stadt zu gewinnen. 1949 nahm Gräßler als einer der Delegierten des Bayerischen Landtags an der ersten Bundesversammlung teil.